# JPEG XR
JPEG XR은 스틸 이미지 압축 표준이자, 연속 톤의 사진을 위한 파일 형식이며, 마이크로소프트가 윈도우 미디어 계열의 일부로 JPEG와 함께 개발하였다. 이전 이름은 윈도 미디어 포토(Windows Media Photo)였고 HD 포토(HD Photo)로 불리기도 하였다. 손실, 비손실 압축을 지원하며 마이크로소프트의 XPS 문서에 선호되는 이미지 형식이다. 이전에는 내부적으로 "포톤"(Photon)으로 알려져 있었다. 출시될 당시인 2007년 초에는 지원되는 소프트웨어가 드물었다. 그러나 이 코덱의 공식 관리 코드 비공식 관리 코드가 추가되면서, 각각 닷넷 프레임워크 3.0 이상 WIC의 일부로 사용할 수 있게 있게 되었다. 두 개의 구성 요소 모두 윈도우 비스타와 윈도우 7에서 사용할 수 있으며 윈도우 XP에서도 사용할 수 있다.(.wdp로 된 확장자만 사용할 수 있다.)
지원 파일 확장자로는 .hdp, .jxr, .wdp가 있다.

## 역사
MS는 첫 번째 WinHEC에서 윈도 미디어 포토를 발표 그리고 그 해 11 월에 HD 포토로 개칭. 2007년 7월에 Joint Photograhpic Experts Group(JPEG)와 Microsoft는 HD Photo를 JPEG XR로서 JPEG 표준으로 만드는 걸 고려하고 있다고 발표했다. 2009년 3월 16일 JPEG XR은 ITU의 - T 권고안으로 T.832로 최종 승인을 받았다. 그리고 2009년 4월 시작, 그것은 "사전 출판"형태로 전기 부문에서 사용 가능하게 되었다. 2009년 6월 19 일, 결과는 ISO / IEC 최종 초안 국제 표준 (FDIS) 투표 용지를 전달 국제 표준 ISO / IEC 29199-2으로 최종 승인.

## 소프트웨어 지원
- Fast Picture Viewer는 JPEG XR 이미지 파일을 볼 수 있다.(.jxr, ,hdp, wdp 모두 지원)
- Zoner Photo Studio는 JPEG XR 이미지 파일로 저장이 가능(확장자 .jxr, ,hdp, wdp 지원) 단 한글버전 미지원.
- 어도비 포토샵 CS2/CS3은 마이크로소프트의 공식 플러그인을 통해 HD 포토 이미지를 저장할 수 있다. 어도비 포토샵 CS4/CS5에서는 플러그인 설치 불가(버전이 안 맞음) 및 JPEG XR 지원 안 함.
- 마이크로소프트 익스프레션 디자인은 프로그램 메뉴의 파일->내보내기를 통하여 HD 포토 이미지를 가져오고 내보낼 수 있다, .wdp로만 저장됨(.jxr, .hdp는 지원 안 함)
- IrfanView 4.10은 HD 포토 이미지를 플러그인을 통해 가져올 수 있다.
- Paint.NET 3.20은 HD 포토 이미지를 플러그인을 통해 가져오고 내보낼 수 있다.[5]
- XnView의 경우 플러그인을 통해 사용할 수 있다.
- 꿀뷰3 .wdp 와 .hdp를 지원한다. .jxr 파일의 경우에는 수동으로 연결시켜야 한다.
- 윈도우 라이브 사진 갤러리는 윈도우 XP와 윈도우 비스타에서 HD 포토 이미지를 보는 데 사용할 수 있다.
- 윈도우 비스타는 윈도 사진 갤러리를 통해 HD 포토 보기를 기본 지원하고 있다.
- 윈도우 7 지원. (.wdp 형식은 볼 수 있지만 .hdp, .jxr 형식은 지원 안 함)
- 윈도우 8 지원(.jxr, .wdp).
- 인터넷 익스플로러 9 지원(.wdp 형식은 볼 수 있지만 .hdp, .jxr 형식은 지원 안 함)
- 알씨 JPEG XR 지원(.hdp지원, .wdp, .jxr은 지원하지 않는다.)
- 폴라리스 오피스 2015 JPEG XR 지원

## 같이 보기
- TIFF
- JPEG 2000

## 참조
1. ↑  “Microsoft’s HD Photo Technology Is Considered for Standardization by JPEG: If standardized, the new JPEG XR file format will enable the next generation of digital photography ...”. 2010년 8월 8일에 원본 문서에서 보존된 문서. 2008년 3월 10일에 확인함.
2. ↑  “JPEG 2000 Digital Cinema Successes and Proposed Standardization of JPEG XR”. Join Photographic Experts Group. 2007년 7월 6일. 2009년 3월 17일에 원본 문서에서 보존된 문서. 2009년 7월 31일에 확인함.
3. ↑  Sharpe, Louis (2009년 7월 17일). “Press Release – 49th WG1 Sardinia Meeting”. Joint Photographic Experts Group. 2009년 9월 1일에 원본 문서에서 보존된 문서. 2009년 10월 24일에 확인함.
4. ↑  “ISO/IEC 29199-2 : Information technology - JPEG XR image coding system - Part 2: Image coding specification”. International Organization for Standardization (ISO) and International Electrotechnical Commission (IEC). 2009년 8월 14일. 2009년 11월 9일에 확인함.
5. ↑  “Paint.NET • View topic - HD Photo plugin - BETA”. 2008년 1월 11일에 원본 문서에서 보존된 문서. 2008년 3월 10일에 확인함.